# سوسن بازلتي
السوسن البازلتي (باللاتينية: Iris  basaltica) هو أحد أنواع السوسن من الفصيلة السوسنية.

## الموئل والانتشار
ينتشر في بلاد الشام.

## الوصف النباتي
النبات معمر ينتشر بالجذامير.